# یوری کوروویانسکی
یوری کوروویانسکی (روسی: Юрий Коровянский؛ ۳۰ سپتامبر ۱۹۶۷ – ۸ مارس ۲۰۱۷) ورزشکار والیبال اهل اتحاد جماهیر شوروی سوسیالیستی بود.
وی در مسابقات کشوری و بین‌المللی در مجموع برندهٔ ۲ مدال طلا، ۱ مدال برنز شده‌است.